# Chinees curlingteam (gemengddubbel)
Het Chinees curlingteam vertegenwoordigt China in internationale curlingwedstrijden.

## Geschiedenis
China debuteerde op het wereldkampioenschap curling voor gemengddubbele landenteams van 2008 in het Finse Vierumäki. Het land eindigde in Finland in de middenmoot, op de tiende plaats. Sindsdien nam het land aan elke editie van het WK deel. Tot op heden kon het Chinese team drie medailles winnen. In 2010 eindigde het land op de derde plaats. Zes jaar later haalde China voor het eerst de finale, die verloren werd van Rusland. Een jaar later ging China wederom met brons aan de haal.
In 2018 nam China deel aan het eerste olympische toernooi voor gemengddubbele landenteams. Het land werd vertegenwoordigd door Ba Dexin en Wang Rui. China eindigde uiteindelijk op de vijfde plaats. Vier jaar later was China gastheer van de Olympische Winterspelen 2022. Het bracht China evenwel weinig geluk. Het land eindigde als negende en voorlaatste.

## China op de Olympische Spelen
| Jaar | Plaats | Team                  | WG | W | V | PV | PT |
| ---- | ------ | --------------------- | -- | - | - | -- | -- |
| 2018 | 5      | Ba Dexin & Wang Rui   | 8  | 4 | 4 | 54 | 51 |
| 2022 | 9      | Fan Suyuan & Ling Zhi | 9  | 2 | 7 | 51 | 64 |

## China op het wereldkampioenschap
| Jaar | Plaats        | Team                     | WG            | W             | V             | PV            | PT            |
| ---- | ------------- | ------------------------ | ------------- | ------------- | ------------- | ------------- | ------------- |
| 2008 | 10            | Li Guangxu & Zhang Xindi | 7             | 4             | 3             | 47            | 48            |
| 2009 | 4             | Sun Yue & Zhang Zhipeng  | 10            | 7             | 3             | 64            | 59            |
| 2010 | 3             | Sun Yue & Zhang Zhipeng  | 9             | 6             | 3             | 72            | 60            |
| 2011 | 6             | Li Xue & Zou Dejia       | 9             | 6             | 3             | 55            | 51            |
| 2012 | 7             | Ji Yansong & Liu Sijia   | 9             | 7             | 2             | 68            | 36            |
| 2013 | 13            | Ma Yanlong & Yu Xinna    | 8             | 4             | 4             | 58            | 50            |
| 2014 | 11            | Guo Wenli & Liu Sijia    | 8             | 5             | 3             | 56            | 42            |
| 2015 | 16            | Ji Mei & Jihui Huang     | 9             | 5             | 4             | 56            | 47            |
| 2016 | 2             | Ba Dexin & Wang Rui      | 10            | 8             | 2             | 59            | 23            |
| 2017 | 3             | Ba Dexin & Wang Rui      | 11            | 9             | 2             | 63            | 29            |
| 2018 | 13            | Ma Yanlong & Fu Yiwei    | 9             | 5             | 4             | 70            | 47            |
| 2019 | 19            | Zou Dejia & Fu Yiwei     | 7             | 5             | 2             | 64            | 28            |
| 2021 | 9             | Ling Zhi & Yang Ying     | 9             | 4             | 5             | 60            | 71            |
| 2022 | Geen deelname | Geen deelname            | Geen deelname | Geen deelname | Geen deelname | Geen deelname | Geen deelname |
| 2023 | Geen deelname | Geen deelname            | Geen deelname | Geen deelname | Geen deelname | Geen deelname | Geen deelname |
| 2024 | 12            | Tian Jiafeng & Yang Ying | 9             | 3             | 6             | 47            | 63            |
| 2025 | 17            | Wang Zhiyu & Han Yu      | 10            | 2             | 8             | 51            | 71            |

Australië · België · Brazilië · Bulgarije · Canada · China · Chinees Taipei · Denemarken · Duitsland · Engeland · Estland · Filipijnen · Finland · Frankrijk · Griekenland · Groot-Brittannië · Guyana · Hongarije · Hongkong · Ierland · India · Israël · Italië · Jamaica · Japan · Kazachstan · Kirgizië · Koeweit · Kosovo · Kroatië · Letland · Litouwen · Luxemburg · Mexico · Mongolië · Nederland · Nieuw-Zeeland · Nigeria · Noorwegen · Oekraïne · Oostenrijk · Polen · Portugal · Puerto Rico · Qatar · Roemenië · Rusland · Saoedi-Arabië · Schotland · Servië · Slovenië · Slowakije · Spanje · Thailand · Tsjechië · Turkije · Verenigde Staten · Wales · Wit-Rusland · Zuid-Korea · Zweden · Zwitserland